# 新科隆
新科隆是哥倫比亞的城鎮，位於該國東北部，由博亞卡省負責管轄，距離首府通哈34公里，始建於1538年，面積51平方公里，海拔高度2,379米，2005年人口5,962。
5°21′N 73°28′W / 5.350°N 73.467°W